# Pseudorhombus pentophthalmus
Pseudorhombus pentophthalmus är en fiskart som beskrevs av Günther 1862. Pseudorhombus pentophthalmus ingår i släktet Pseudorhombus och familjen Paralichthyidae. Inga underarter finns listade i Catalogue of Life.